# Shura
Shūrā (in arabo شورى‎?) è il nome che in arabo si dà alla "consultazione" che portò all'identificazione di ʿUthmān b. ‘Affān come terzo califfo dell'Islam.
L'organismo fu voluto, sul letto di morte, dal secondo califfo ʿUmar b. al-Khaṭṭāb e di esso facevano parte, oltre a ʿUthmān b. ʿAffān, anche ʿAlī b. Abī Ṭālib, Ṭalḥa b. ʿUbayd Allāh, al-Zubayr b. al-ʿAwwām, Saʿd b. Abī Waqqāṣ e ʿAbd al-Raḥmān b. ʿAwf.
In epoche recenti il termine ha conosciuto nuova fortuna dal momento in cui alcuni musulmani hanno cercato di rintracciare in questo istituto le fondamenta di una "democraticità" dell'Islam delle origini, suggerendo che esso potesse essere recuperato per cercare di avviare un processo "islamico" di democratizzazione delle società musulmane. Infatti molti appartenenti ai movimenti liberali nell'islam sostengono la democrazia (democrazia islamica, esistente nel sunnismo in Tunisia, Pakistan, Bangladesh, Niger, Malaysia, Senegal, Mauritania, Indonesia, Bahrein, Giordania, Kuwait, Marocco, Afghanistan, Kosovo, nello sciismo in Iraq e con altre confessioni islamiche o di altre religioni in Albania, Libano, Bosnia ed Erzegovina) come sistema di governo. Per il fatto di aver fatto ricorso a una consultazione in una shura, i movimenti liberali nell'islam sostengono che il califfato dei Rashidun fosse un precursore della democrazia islamica. Per questo sostengono che il segretario generale dell'Organizzazione della cooperazione islamica debba essere eletto, o almeno il segretario dell'Unione parlamentare degli Stati membri della OIC e che la sua sede sia spostata dall'Iran a uno stato effettivamente democratico come l'Indonesia o l'Iraq, per esempio.